# Bifurgaster californica
Bifurgaster californica är en kräftdjursart som först beskrevs av Stone 1987.  Bifurgaster californica ingår i släktet Bifurgaster och familjen Dendrogastridae. Inga underarter finns listade i Catalogue of Life.